# Euphorbia densiusculiformis
Euphorbia densiusculiformis är en törelväxtart som först beskrevs av V.K. Pazij, och fick sitt nu gällande namn av Viktor Petrovitj Botjantsev. Euphorbia densiusculiformis ingår i släktet törlar, och familjen törelväxter. Inga underarter finns listade i Catalogue of Life.